# Battalia
Battalia es un género de polillas tortrícidas categorizado en la tribu Archipini, de la subfamilia Tortricinae. Fue descrito por Koçak en 1981.

## Especies
- Battalia acmemorpha (Diakonoff, 1952)
- Battalia anassa (Diakonoff, 1952)
- Battalia anisographa (Diakonoff, 1952)
- Battalia anthracograpta (Diakonoff, 1952)
- Battalia apheles (Diakonoff, 1952)
- Battalia colobodesma (Diakonoff, 1952)
- Battalia cricophora (Diakonoff, 1952)
- Battalia euphyes (Diakonoff, 1952)
- Battalia fusca (Diakonoff, 1953)
- Battalia insignis (Diakonoff, 1953)
- Battalia lagaroptycha (Diakonoff, 1952)
- Battalia lutescens (Diakonoff, 1952)
- Battalia mimela (Diakonoff, 1952)
- Battalia ochra (Diakonoff, 1952)
- Battalia oligosta (Diakonoff, 1952)
- Battalia pityrochroa (Diakonoff, 1952)
- Battalia psara (Diakonoff, 1952)
- Battalia rhopalodes (Diakonoff, 1952)
- Battalia stenoptera (Diakonoff, 1952)
- Battalia trulligera (Diakonoff, 1952)
- Battalia verecunda (Diakonoff, 1952)